# Shunyi
Shunyi (chinesisch 順義區 / 顺义区, Pinyin Shùnyì Qū) ist ein Stadtbezirk der chinesischen Hauptstadt Peking.

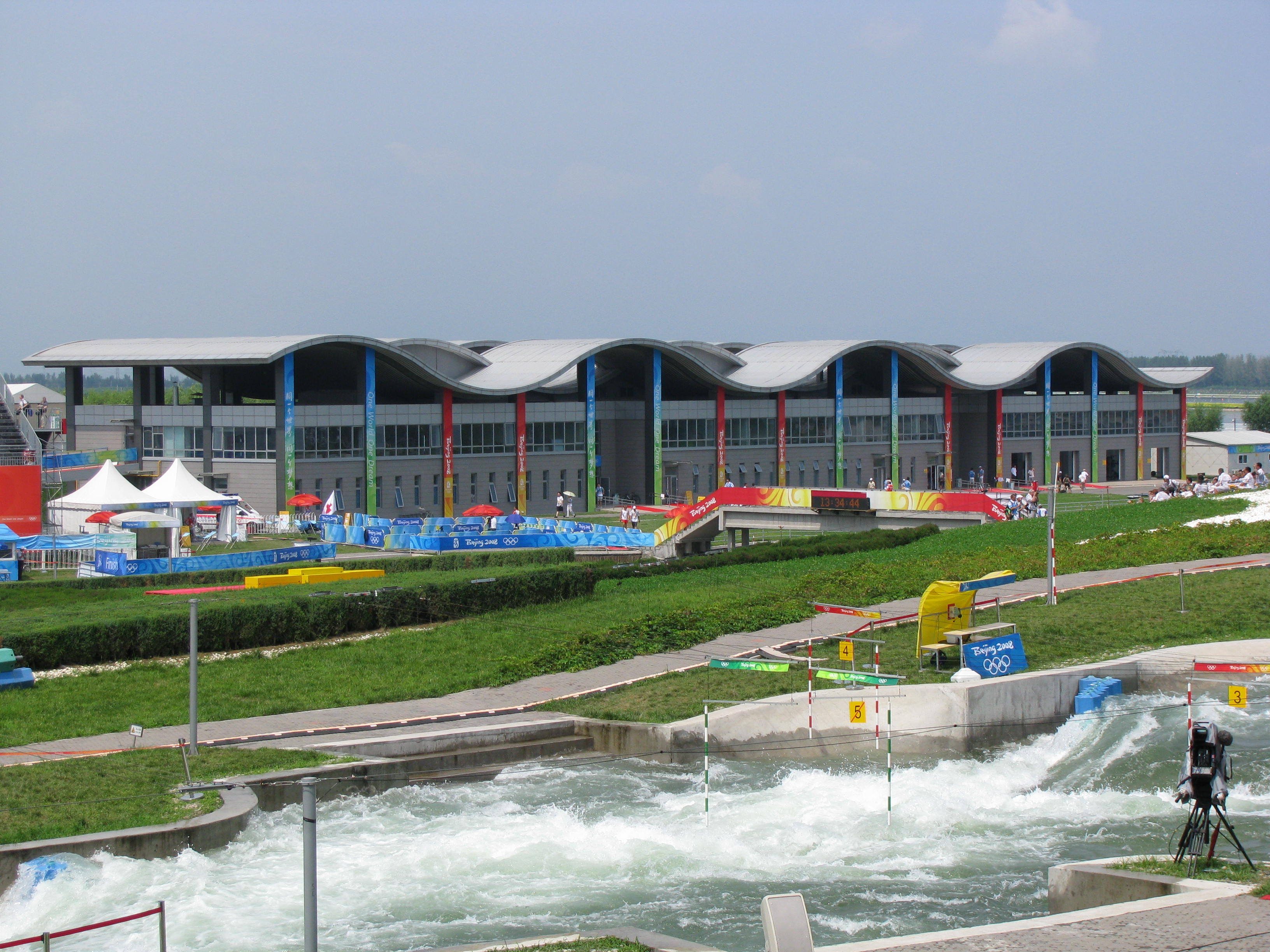
Olympischer Ruder- und Kanupark Shunyi

Der Bezirk liegt nordöstlich außerhalb des Stadtzentrums von Peking. Er hat eine Fläche von 1.009 km² und 1.324.044 Einwohner (Stand: Zensus 2020). Bei Volkszählungen wurden 1990 in Shunyi 548.345 Einwohner gezählt, 636.479 im Jahr 2000, und 876.620 im Jahr 2010.
Der internationale Flughafen Peking befindet sich innerhalb des Gebiets von Shunyi, ist aber eine Exklave des Stadtgebiets Chaoyang.
In Shunyi befindet sich der Olympische Ruder- und Kanupark.

## Persönlichkeiten
- Zhang Fusen (* 1940), Politiker